# Банн, Марк
Марк Джон Банн (англ. Mark John Bunn; 16 ноября 1984, Лондон, Англия) — английский футболист, вратарь.

## Биография
Уроженец Лондона. Является выпускником академии «Тоттенхэм Хотспур», а начинал свою профессиональную карьеру в «Нортгемптон Таун». Тренер начал доверять молодому англичанину только в 2006 году. Он дебютировал в матче с «Олдем Атлетик». Матч завершился победой «Нортгемптона» 2:0. Банн провёл также два успешных сезона в «Нортгемптоне» и решил подыскать новое место работы. В 2007 году были слухи, что Банн подпишет контракт с «Дерби Каунти», но этого не произошло. Также интерес к юному вратарю приписывали и со стороны «Ноттингем Форест».
29 августа 2008 года было официально объявлено, что Марк Банн переходит в «Блэкберн Роверс». Контракт рассчитан на 4 года. Сумма трансфера составила свыше 1 млн фунтов. Дебют пришёлся на матч 3 раунда Кубка Англии против «Блит Спартанс». В 2009 году Банн был отдан в аренду «Лестер Сити». Его рассматривали, как замену травмированному Дэвиду Мартину. Себя как следует не проявил. В составе бродяг в основном подменял травмированного Пола Робинсона. Самый выдающийся матч провёл 26 декабря 2011 года в матче с «Ливерпулем». Сделав ряд сэйвов, Марк помог «бродягам» вырвать ничью на «Энфилд Роуд».
6 июля 2015 года Марк Банн покинул «Норвич» и подписал контракт с «Астон Виллой». Являясь третьим вратарем команды долгое время оставался без игровой практики. Дебют состоялся 12 января 2016 года в домашнем матче с «Кристал Пэлас». Этот матч «Астон Вилла» выиграла со счетом 1:0.